# Maurice Pluskota
Maurice Marko Pluskota (* 30. Mai 1992 in Bremerhaven) ist ein deutscher Basketballspieler.
Pluskota begann seine Karriere in den Nachwuchsmannschaften des Erstligisten Eisbären aus seiner Heimatstadt, für den er auch sein Debüt in der höchsten Herren-Spielklasse Basketball-Bundesliga gab. Nachdem er zwei Jahre mit Doppellizenz beim Zweitligisten Cuxhaven BasCats in der 2. Bundesliga ProA gespielt hatte, wechselte er 2013 nach Braunschweig, wo er neben der Reservemannschaft in der dritthöchsten Spielklasse ProB vermehrt auch in der Erstligamannschaft der Löwen zum Einsatz kommt. Der ehemalige Jugend-Nationalspieler bestritt Länderspiele für die deutsche A2-Nationalmannschaft.

## Karriere
Pluskota hatte seine ersten Einsätze in der Nachwuchs-Basketball-Bundesliga (NBBL) für die Juniorenmannschaft der Eisbären Bremerhaven am Ende der Saison 2008/09. Ein Jahr später konnte er sich für den Endrundenkader der deutschen U18-Jugendnationalmannschaft empfehlen, mit der er jedoch bei geringen Spielanteilen nur den 13. und damit viertletzten Platz bei der U18-Europameisterschafts-Endrunde 2010 belegte. Nachdem der Bremerhavener Nachwuchs 2010 im Viertelfinale gegen den vormaligen NBBL-Vizemeister Paderborn Baskets ausgeschieden waren, scheiterte er 2011 im Achtelfinale am vormaligen Vizemeister Alba Berlin.
In der Bundesliga-Spielzeit 2010/11 debütierte Pluskota in der höchsten deutschen Spielklasse für die Herrenmannschaft der Eisbären und hatte neben vier Kurzeinsätzen in der Hauptrunde auch einen Kurzeinsatz in den Viertelfinal-Play-offs um die deutsche Meisterschaft gegen Titelverteidiger Brose Baskets, dem man in drei Spielen unterlegen war. Dies sollte jedoch für längere Zeit die letzte Play-off-Teilnahme der Eisbären sein. Pluskota selbst kam in der folgenden Erstliga-Saison nur zu einem Kurzeinsatz in der höchsten Spielklasse und spielte ansonsten mittels Doppellizenz in zehn Einsätzen für den Zweitligisten Cuxhaven BasCats in der ProA. Nach einem 13. Platz 2012 kehrten die Niedersachsen in der ProA-Spielzeit 2012/13 in die Play-offs um den Aufstieg zurück, in denen die Mannschaft jedoch in der ersten Runde ausschied. Pluskota gehörte in der Saison 2012/13 nicht mehr dem Erstligakader der Eisbären an und hatte sich auf seine Einsätze beim Zweitligisten konzentriert, wo er in nahezu allen Spielen mit knapp 20 Minuten Spielzeit eingesetzt wurde und seinen endgültigen Durchbruch in einer höherklassigen Herrenmannschaft erreichte.
Zur Bundesliga-Saison 2013/14 wurde Pluskota von dem damals als New Yorker Phantoms firmierenden Erstligisten aus Braunschweig verpflichtet, einem niedersächsischen Ligakonkurrenten der Bremerhavener. Unter dem neuen Trainer Raoul Korner bekam Pluskota in Braunschweig nun auch regelmäßig Einsatzzeiten in der höchsten Spielklasse von knapp zehn Minuten pro Spiel. Gleichwohl war er mittels Doppellizenz auch ein Leistungsträger der Drittligareserve Spot Up Medien Braunschweig, für die er in der ProB-Spielzeit 2013/14 mit knapp 17 Punkten und neun Rebounds pro Spiel ein Double-Double im Durchschnitt nur knapp verpasste. Wie mit Cuxhaven in der ProA schied Pluskota mit der Braunschweiger Reserve in den Play-offs der ProB in der ersten Runde aus, während die Phantoms erneut die Play-offs verpassten, aber den Klassenerhalt sichern konnten. Nachdem Pluskota mit einer Berufung in die A2-Nationalmannschaft 2014 in den Kreis der Auswahlspieler zurückgekehrt war, wurde er in der Bundesliga-Spielzeit 2014/15 vornehmlich in der höchsten deutschen Spielklasse bei der nun als Basketball Löwen firmierenden Mannschaft eingesetzt. Im Sommer 2015 gewann er mit der deutschen Studentennationalmannschaft (gleichbedeutend mit der A2-Nationalmannschaft) die Silbermedaille bei der Sommer-Universiade 2015.
Vor der Spielzeit 2015/16 wechselte Pluskota zum Bundesliga-Rückkehrer Gießen 46ers, allerdings fiel er die gesamte Spielzeit über aufgrund eines Ermüdungsbruchs im rechten Unterschenkel aus. Sein Pflichtspieldebüt für Gießen gab er zu Beginn der Saison 2016/17.
Anfang August 2017 vermeldete Zweitliga-Aufsteiger PS Karlsruhe Pluskotas Verpflichtung. Mit Karlsruhe gelang ihm im Spieljahr 2017/18 der Einzug ins Halbfinale der 2. Bundesliga ProA, Pluskota kam während des Spieljahres in 33 Partien zum Einsatz und erzielte im Schnitt 13,3 Punkte und einen mannschaftsinternen Höchstwert von 6,6 Rebounds pro Begegnung. Im Februar 2019 musste er sich einer Schienbeinoperation unterziehen und fiel bis zum Ende der Saison 2018/19 aus. In der Saison 2019/2020 kam Pluskota in 25 Partien zum Einsatz und erzielte einen mannschaftsinternen Höchstwert von 13,5 Punkten im Schnitt und den Ligahöchstwert von 7,9 Rebounds pro Begegnung. Die Saison wurde wegen des Coronavirus' vorzeitig beendet. In der Saison 2020/21 war er abermals bester Karlsruher Korbschütze (12,8 Punkte/Spiel) und Rebounder (8,2/Spiel). 2022/23 erreichte Pluskota zweistellige Werte bei Punkten (15,8) sowie Rebounds (10,5) je Begegnung und stieß mit der Mannschaft bis ins Halbfinale der 2. Bundesliga ProA vor.
In der Sommerpause 2023 schloss er sich dem Zweitligaaufsteiger EPG Baskets Koblenz an. Ende Oktober 2024 bat Pluskota aus familiären Gründen um die Aufhebung des Vertrages. Der Verein kam der Bitte nach. Pluskota kehrte nach Karlsruhe zurück.